# 린필드 FC
린필드 FC(Linfield Football Club)는 북아일랜드의 축구 클럽으로 1886년에 창단된 NIFL 프리미어십의 명문 구단이며 북아일랜드 축구 국가대표팀과 함께 윈저 파크를 홈 구장으로 사용하고 있다.

## 개요
NIFL 프리미어십에서만 무려 53번의 우승컵을 들어올렸고 준우승도 23번을 거두었으며 아일랜드컵과 아일랜드 리그컵을 통틀어 48번의 우승과 23번의 준우승을 차지한 북아일랜드의 강호로 손꼽힌다.

## 역대 성적
- NIFL 프리미어십
  - 우승 (56) : 1890-91, 1891-92, 1892-93, 1894-95, 1897-98, 1901-02, 1903-04, 1906-07, 1907-08, 1908-09, 1910-11, 1913-14, 1921-22, 1922-23, 1929-30, 1931-32, 1933-34, 1934-35, 1948-49, 1953-54, 1954-55, 1955-56, 1958-59, 1959-60, 1960-61, 1961-62, 1965-66, 1968-69, 1970-71, 1974-75, 1977-78, 1978-79, 1979-80, 1981-82, 1982-83, 1983-84, 1984-85, 1985-86, 1986-87, 1988-89, 1992-93, 1993-94, 1999-00, 2000-01, 2003-04, 2005-06, 2006-07, 2007-08, 2009–10, 2010–11, 2011–12, 2016–17, 2018–19, 2019/20, 2020/21, 2021/22
  - 준우승 (25) : 1893-94, 1898-99, 1899-00, 1902-03, 1918-19, 1927-28, 1928-29, 1930-31, 1941-42, 1943-44, 1947-48, 1950-51, 1952-53, 1956-57, 1962-63, 1966-67, 1967-68, 1980-81, 1987-88, 1997-98, 1998-99, 2004-05, 2008-09, 2013-14, 2014-15, 2015-16, 2022-23, 2023-24

- 아일랜드 컵
  - 우승 (39) : 1890-91, 1891-92, 1892-93, 1894-95, 1897-98, 1898-99, 1901-02, 1903-04, 1911-12, 1912-13, 1914-15, 1915-16, 1918-19, 1921-22, 1922-23, 1929-30, 1930-31, 1933-34, 1935-36, 1938-39, 1941-42, 1944-45, 1945-46, 1947-48, 1949-50, 1952-53, 1959-60, 1961-62, 1962-63, 1969-70, 1977-78, 1979-80, 1981-82, 1993-94, 1994-95, 2001-02, 2005-06, 2006-07, 2007-08
  - 준우승 (20) : 1893-94, 1913-14, 1917-18, 1925-26, 1931-32, 1936-37, 1940-41, 1943-44, 1957-58, 1960-61, 1965-66, 1967-68, 1972-73, 1974-75, 1975-76, 1976-77, 1982-83, 1984-85, 1991-92, 2000-01

- 아일랜드 리그컵
  - 우승 (9) : 1986/87, 1991/92, 1993/94, 1997/98, 1998/99, 1999/00, 2001/02, 2005/06, 2007/08
  - 준우승 (3) : 1988/89, 2002/03, 2004/05

## 선수 명단

### 현역
참고: FIFA 자격 규정에 따라 소속된 국가대표팀 국기를 표시합니다. 선수는 복수의 FIFA 비회원국 국적을 가지고 있을 수 있습니다.
| 번호 | 포지션 | 국적       | 이름            |
| ---- | ------ | ---------- | --------------- |
| 3    | DF     | 스코틀랜드 | 유안 이스트     |
| 16   | MF     | 스코틀랜드 | 카메론 발렌타인 |
| 22   | MF     | 북아일랜드 | 제이미 멀그루   |

| 번호 | 포지션 | 국적 | 이름 |
| ---- | ------ | ---- | ---- |

## 역대 감독
| 감독          | 임기        |
| ------------- | ----------- |
| 재키 밀번     | 1957 ~ 1960 |
| 빌리 빙엄     | 1970 ~ 1971 |
| 데이비드 힐리 | 2015 ~      |